# Miss World 1968
| Data:                | 14 listopada 1968                   |
| Kraj:                | Wielka Brytania                     |
| Miasto:              | Londyn                              |
| Gala finałowa:       | Lyceum Theatre                      |
| Liczba uczestniczek: | 53                                  |
| Zwyciężczyni:        | Penelope Plummer, Australia         |
| Poprzedniczka:       | Madeleine Hartog Bel Houghton, Peru |
| Następczyni:         | Eva Rueber-Staier, Austria          |
| -------------------- | ----------------------------------- |

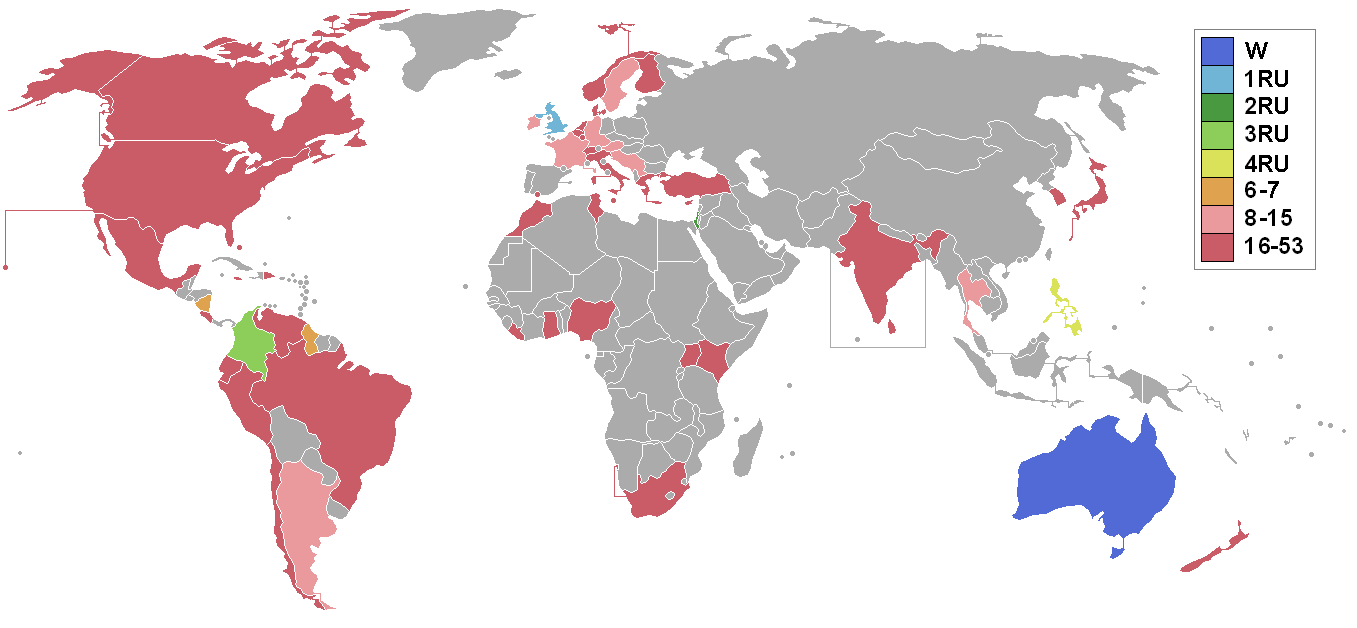
Kraje i terytoria, które wysłały delegacje oraz zajęte miejsce

Miss World 1968 – były to 18. wybory Miss World. Odbyły się one 14 listopada 1968 r. w Lyceum Theatre w Londynie. Galę finałową poprowadził Michael Aspel. Zwyciężyła reprezentantka Australii – Penelope Plummer.

## Wyniki
| Wyniki finału   | Uczestniczka/Uczestniczki |
| --------------- | --- |
| Miss World 1968 | - Australia – Penelope Plummer |
| 1. wicemiss     | - Wielka Brytania – Kathleen Winstanley |
| 2. wicemiss     | - Izrael – Miri Zamir |
| 3. wicemiss     | - Kolumbia – Beatriz Sierra Gonzalez |
| 4. wicemiss     | - Filipiny – Arene Cecilia Amabuyok |
| Finalistki      | - Gujana – Adrienne Harris - Nikaragua – Margine Davidson Morales |
| Półfinalistki   | - Argentyna – Viviana Roldan - Austria – Brigitte Krüger - Francja – Nelly Gallerne - Irlandia – June MacMahon - Jugosławia – Ivona Puhlera - RFN – Margot Schmalzriedt - Szwecja – Gunilla Friden - Tajlandia – Pinnarut Tananchai |

## Uczestniczki
- Argentyna – Viviana Roldan
- Australia – Penelope Plummer
- Austria – Brigitte Krüger
- Bahamy – Rose Helena Dauchot
- Belgia – Sonja Doumen
- Brazylia – Angela Carmelia Stecca
- Cejlon – Nilanthie Wijesinghe
- Chile – Carmen Smith
- Cypr – Diana Dimitropoulou
- Dania – Yet Schaufuss
- Dominikana – Ingrid García
- Ekwador – Marcia Virginia Ramos Christiansen
- Filipiny – Arene Cecilia Amabuyok
- Finlandia – Leena Sipilä
- Francja – Nelly Gallerne
- Ghana – Lovell Rosebud Wordie
- Gibraltar – Sandra Sanguinetti
- Grecja – Lia Malta
- Gujana – Adrienne Harris
- Holandia – Alida Grootenboer
- Indie – Jane Coelho
- Irlandia – June MacMahon
- Izrael – Miri Zamir
- Jamajka – Karlene Waddell
- Japonia – Ryoko Miyoshi
- Jugosławia – Ivona Puhlera
- Kanada – Nancy Wilson

- Kenia – Josephine Moikobu
- Kolumbia – Beatriz Sierra Gonzalez
- Korea Południowa – Lee Ji-eun
- Kostaryka – Patricia Diers
- Liberia – Wilhelmina Nadieh Brownell
- Luksemburg – Irene Siedler
- Malta – Ursulina (Lina) Grech
- Maroko – Zakia Chamouch
- Meksyk – Ana Maria Magaña
- RFN – Margot Schmalzriedt
- Nigeria – Foluke Ogundipe
- Nikaragua – Margine Davidson Morales
- Norwegia – Hedda Lie
- Nowa Zelandia – Christine Mary Antunovic
- Peru – Ana Rosa Berninzon Devéscovi
- Południowa Afryka – Mitsianna Stander†
- Stany Zjednoczone – Johnine Leigh Avery
- Szwajcaria – Jeanette Biffiger
- Szwecja – Gunilla Friden
- Tajlandia – Pinnarut Tananchai
- Tunezja – Zohra Boufaden
- Turcja – Mine Kurkcuoglu
- Uganda – Joy Lehai
- Wenezuela – Cherry Nuñez Rodriguez
- Wielka Brytania – Kathleen Winstanley
- Włochy – Maria Pia Gianporcaro

## Notatki dot. państw uczestniczących

### Debiuty
- Tajlandia

### Powracające państwa i terytoria
Ostatnio uczestniczące w 1964:
- Nikaragua

Ostatnio uczestniczące w 1965:
- Kolumbia

Ostatnio uczestniczące w 1966:
- Bahamy
- Indie

### Państwa i terytoria rezygnujące
- Czechosłowacja
- Hiszpania – Maria Amparo Rodrigo Lorenza
- Honduras
- Islandia
- Panama
- Portugalia
- Tanzania

### Państwa nieuczestniczące w konkursie
- Islandia – Helga Jonsdóttir
- Seszele – Marie-France Lablache

### Państwa zdyskwalifikowane
- Liban – Lili Bissar (dzień przed finałem konkursu okazało się, że uczestniczka ma 15 lat)